# Lucie Blachet
Lucie Blachet (Saint-Mandé, 29 september 1828 - Brummen, 10 september 1907) was een uit Frankrijk afkomstige Nederlandse fotografe.

## Leven en werk
Blachet werd geboren in Saint-Mandé als buitenechtelijke dochter van de 18-jarige Lucie Françoise Blachet, ruiter bij het Cirque Olympique. Ze woonde later in Parijs, waar ze mogelijk haar aanstaande man leerde kennen. In 1850 trouwde ze in Amsterdam met de Nederlandse kunstschilder Jacobus van Koningsveld (1824-1866). Haar man opende in 1859 een fotostudio in Den Haag.

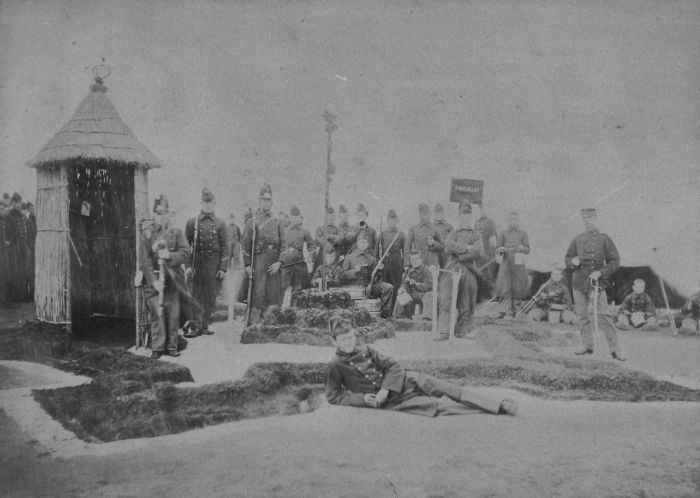
Foto van KNIL-militairen van de studio van de weduwe Van Koningsveld

Na het overlijden van Van Koningsveld in 1866, zette Blachet de zaak voort onder de naam Veuve J. van Koningsveld, aanvankelijk in Den Haag en Scheveningen, vanaf 1868 in Deventer. Ze werd daarin bijgestaan door Gerrit Jan van Koningsveld (1844-1922), waarschijnlijk een oomzegger van haar man. Hij beheerde tot 1873 het atelier in Scheveningen en trok toen ook naar Deventer. In 1891 verhuisden Blachet en Van Koningsveld naar Brummen, waar zij in 1907 op 78-jarige leeftijd overleed.

## Werk in openbare collecties (selectie)
- Rijksmuseum Amsterdam[6]